# Scilla achtenii
Scilla achtenii är en sparrisväxtart som beskrevs av De Wild. Scilla achtenii ingår i släktet blåstjärnesläktet, och familjen sparrisväxter. Inga underarter finns listade i Catalogue of Life.